# Kiểm duyệt báo chí
Việc kiểm duyệt báo chí là một hành động đi ngược lại các quyền tự do báo chí. Theo đó, cơ quan chính quyền sẽ đọc và duyệt tất cả các tin, bài trên báo chí và yêu cầu hoặc tự tay đục bỏ các câu chữ mà họ cho là có thể có tác động xấu.

## Kiểm duyệt báo chí trên thế giới

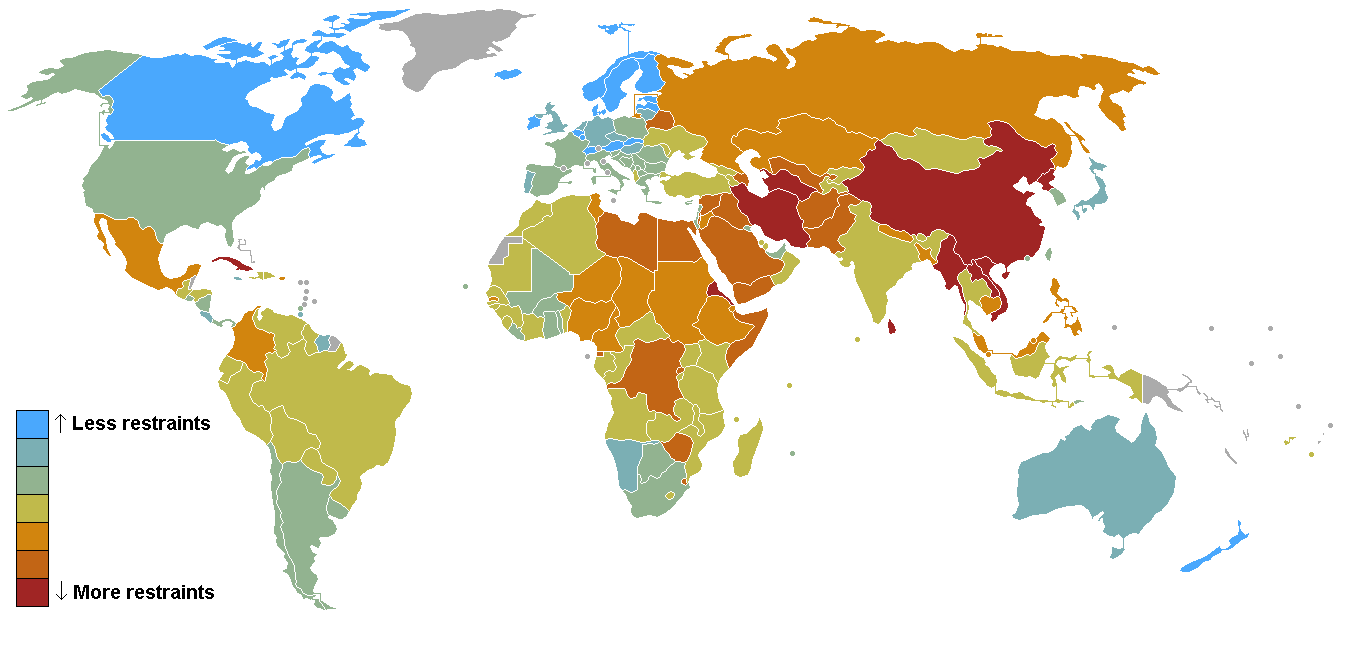
Tự do báo chí căn cứ trên tiêu chí của Tổ chức Phóng viên không biên giới năm 2008. Màu xanh lam là mức độ tự do nhất; màu nâu đỏ là thông tin báo chí bị hạn chế.

Chế độ kiểm duyệt báo chí được áp dụng ít nhiều tùy vào văn hóa và chính thể ở mỗi nơi. Ở những nước Tây Âu và Bắc Mỹ thì mức độ kiểm duyệt gần như không có hoặc rất ít. Mặt khác các quốc gia chuyên chế thì thi hành việc kiểm duyệt này dưới nhiều hình thức. Có khi việc kiểm soát không chỉ ở phần ra báo mà cả phần đọc báo hoặc nghe chương trình phát thanh và truyền hình cũng sẽ bị kết tội.
Một số chính quyền, vào một số thời điểm có ý muốn quay lại việc kiểm duyệt báo chí, song đó không phải là xu hướng hiện hành.

## Liên kết
- Tổ chức Phóng viên không biên giới Lưu trữ ngày 20 tháng 3 năm 2016 tại Wayback Machine
- Những thủ thuật kiểm duyệt báo chí ở Trung Quốc